# Högryggtjärnen
Högryggtjärnen är en sjö i Arjeplogs kommun i Lappland och ingår i Umeälvens huvudavrinningsområde. Sjön har en area på 0,126 kvadratkilometer och ligger 604,2 meter över havet. Högryggtjärnen ligger i Laisdalens fjällurskog Natura 2000-område.

## Delavrinningsområde
Högryggtjärnen ingår i det delavrinningsområde (729543-158244) som SMHI kallar för Inloppet i Granselet. Medelhöjden är 496 meter över havet och ytan är 80,38 kvadratkilometer. Räknas de 137 avrinningsområdena uppströms in blir den ackumulerade arean 2 748,81 kvadratkilometer. Laisälven som avvattnar avrinningsområdet har biflödesordning 3, vilket innebär att vattnet flödar genom totalt 3 vattendrag innan det når havet efter 354 kilometer. Avrinningsområdet består mestadels av skog (92 procent). Avrinningsområdet har 3,85 kvadratkilometer vattenytor vilket ger det en sjöprocent på 4,8 procent.